# Ranvir Singh
Ranvir Singh (Preston, Lancashire, 11 de agosto de 1977) es una presentadora de televisión y periodista británica, editora política de Good Morning Britain y presentadora ocasional de ITV News.

## Primeros años
Singh nació en 1977 en Preston, Lancashire en una familia sij. Educada en Kirkham Grammar School, una escuela independiente en Kirkham, Lancashire, se graduó de la Universidad de Lancaster con una licenciatura en inglés y filosofía. Luego obtuvo un título de posgrado en periodismo en la Escuela de Periodismo, Medios y Comunicación de la Universidad de Central Lancashire en Preston.

## Carrera
Singh se incorporó a BBC Radio Lancashire en 2002, inicialmente como experiencia laboral antes de recibir un contrato de seis meses. Luego se mudó a BBC GMR, cubriendo los Juegos de la Mancomunidad de 2002 en Mánchester.
Singh se unió al programa de noticias regional de la BBC North West, North West Tonight en 2005 como periodista y presentadora de boletines. Su primer papel como presentadora nacional llegó el Viernes Santo de 2006 cuando copresentaba Manchester Passion, una obra en vivo de BBC Three que trataba de Jesucristo.
El 10 de septiembre de 2007, Singh se unió al presentador Gordon Burns como el copresentador principal de BBC North West Tonight. El ex editor de deportes de BBC South Today , Roger Johnson, se convirtió en copresentador de Singh en octubre de 2011 luego de la partida de Burn Mientras trabajaba en North West Tonight, Singh también era presentadora habitual de varios programas de BBC Radio 5 Live.
Singh se fue de baja por maternidad de North West Tonight el 18 de mayo de 2012. Más tarde se anunció que no regresaría a la BBC , sino que se uniría al programa Daybreak de ITV Breakfast. Hizo su primera aparición en Daybreak el 3 de septiembre de 2012.
En 2012, Singh presentaba ocasionalmente This Morning.
En mayo de 2014, Singh se unió ad Good Morning Britain como corresponsal y presentador de noticias con Susanna Reid, Sean Fletcher, Ben Shephard y Charlotte Hawkins.
Desde mayo de 2014, Singh ha sido presentadora de noticias en varios boletines de ITV News. 
El 25 de septiembre de 2014, Singh se unió al programa Tonight de ITV como reportero.
Desde marzo de 2015, ha presentado numerosos especiales de Exposure. 
Desde 2015 hasta 2016, Ranvir presentó dos series en horario estelar para ITV llamadas Real Stories with Ranvir Singh.
En 2016 y 2017, Singh copresentó The Martin Lewis Money Show junto a Martin Lewis.
En enero de 2017, se anunció que Ranvir había sido ascendido a editor político de Good Morning Britain.
Desde el verano de 2017, Singh presentó Eat, Shop, Save por ITV.
En 2017, Singh presentó Good Morning Britain el día del atentado de Westminster de 2017 y recibió muchos elogios por su capacidad para responder y reaccionar rápidamente a la historia en desarrollo. El equipo de Good Morning Britain luego ganó un prestigioso premio Golden Nymph el 59.° Festival de Televisión de Montecarlo en 2019, superando a CNN y Al Jazeera.
Los aspectos más destacados de Singh en Good Morning Britain también incluyen viajar por todo el mundo a bordo de la RAF Voyager con el Primer Ministro, con visitas a China, Canadá y dentro de la Casa Blanca con Donald Trump, e informes en vivo desde el suelo mientras se desarrollaba el incendio de la torre Grenfell.
El 2 de septiembre de 2020, se anunció que Singh participaría en la serie 18 de Strictly Come Dancing, siendo emparejada con el bailarín profesional Giovanni Pernice.
Desde el 6 de septiembre de 2020, Singh copresentó diez episodios de All Around Britain de ITV.

## Premios y honores
- En noviembre de 2010, Singh recibió el premio al «Mejor talento en pantalla» en los premios North West de la Royal Television Society.[13]
- En julio de 2013, Singh recibió una beca honoraria de la Universidad de Central Lancashire.[14]
- En octubre de 2015 ganó el premio a la «Personalidad de los medios del año» en los Asian Media Awards.[15]
- El 20 de enero de 2017 fue investida como rectora de la Universidad de Central Lancashire.[16]
- El 9 de diciembre de 2017, Singh recibió un título honorífico de la Universidad Edge Hill.[17]

## Vida personal
Singh es de origen indio punjabi. Vive en Chilterns con su hijo Tushaan.

## Filmografía
| Año              | Título                              | Papel                 | Notas                                 |
| ---------------- | ----------------------------------- | --------------------- | ------------------------------------- |
| 2005–2012        | North West Tonight                  | Presentadora          |                                       |
| 2012–2014        | Daybreak                            | Copresentadora        | También lectora de noticias           |
| 2012             | This Morning                        | Revisora de noticias  | Episodios ocasionales                 |
| 2012—2014        | Lorraine                            | Lectora de noticias   |                                       |
| 2012, 2015       | All Star Family Fortunes            | Participante          | 2 episodios                           |
| 2013             | University Challenge                | Participante          | 1 episodio                            |
| 2014–            | Good Morning Britain                | Editora política      | También presentadora de reemplazo     |
| 2014–            | ITV Lunchtime News                  | Presentadora          | Episodios ocasionales                 |
| 2014–            | ITV Evening News                    | Presentadora          | Episodios ocasionales                 |
| 2014–2015, 2020– | ITV News at Ten                     | Presentadora          | Episodios ocasionales                 |
| 2014–2016        | ITV Weekend News                    | Presentadora          | Episodios ocasionales                 |
| 2014–            | Tonight                             | Reportera             | Episodios ocasionales                 |
| 2015             | Exposure: When Pregnant Women Drink | Reportera             | 1 episodio                            |
| 2015             | The Chase                           | Participante          | 1 episodio                            |
| 2015—2016        | Real Stories with Ranvir Singh      | Presentadora          |                                       |
| 2016—2017        | The Martin Lewis Money Show         | Copresentadora        |                                       |
| 2017—            | Eat, Shop, Save                     | Presentadora          |                                       |
| 2020             | Loose Women                         | Presentadora invitada |                                       |
| 2020             | All Around Britain                  | Presentadora          | 10 episodios, sucedida por Ria Hebden |
| 2020             | Strictly Come Dancing               | Participante          | Concursante de la serie 18            |